# 알브레히트 리츨
알브레히트 리츨(독일어: Albrecht Ritschl 알브레히트 리칠[*], 1822년 3월 25일 ~ 1889년 3월 20일)은 독일 개신교 신학자였다.
1852년부터 리츨은 " 조직신학 "에 관해 강의했다. 그에 따르면 신앙은 이성의 범위를 넘어서서 다른 경험과 바꿀 수없는 것으로 이해되었다. 그는 신앙은 사실에 오지 않고 가치 판단에서 비롯된 것이라고 말했다. 예수의 신성은 그를 하나님으로 신뢰하는 공동체를 위한 그리스도의 "계시적 가치"를 표현할 때 가장 잘 이해된것이라고 주장했다. 그는 그리스도의 메시지는 공동체에 헌신되어야 하는 것을 주장하였다.

## 저작물
- The Christian Doctrine of Justification and Reconciliation. Edinburgh: T & T Clark, 1900. : 그는 루터교와 칼뱅주의간의 차이에 대하여 그리스도의 인성이 율법에 대한 관계에 대한 이해가 다름을 조사하였다. 칼빈주의가 루터교의 '속성간의 교류' 교리를 인정하지 않는 차이를 지적하였다.[2]

- Die christliche Lehre von der Rechtfertigung und Versöhnung. Bonn: Marcus, 1882.
- Geschichte des Pietismus in der reformierten Kirche. Vol. 1 of the Geschichte des Pietismus. Bonn: Marcus, 1880.
- Geschichte des Pietismus in der lutherischen Kirche des 17. u. 18. Jahrhunderts. Vol. 2 and Vol. 3 of the Geschichte des Pietismus. Bonn: Marcus, 1884 /1886.
- Die Entstehung der altkatholischen Kirche: eine kirchen- und dogmengeschichtliche Monographie. 2nd ed. Bonn: Marcus, 1857.
- Gesammelte Aufsätze. Freiburg: Mohr, 1896.

## 내용주
1. ↑  "Ritschl, Albrecth." Cross, F. L., ed. The Oxford dictionary of the Christian church. New York: Oxford University Press. 2005
2. ↑  De Campos, Heber Carlos Jr. (2017). 《Doctrine in Development》. Grand Rapids: Reformation Heritage Books. ISBN 978-1-60178-567-1.

## 참고 문헌
- 위키미디어 공용에 알브레히트 리츨 관련 미디어 분류가 있습니다.
- 본 문서에는 현재 퍼블릭 도메인에 속한 브리태니커 백과사전 제11판의 내용을 기초로 작성된 내용이 포함되어 있습니다.
- 본 문서에는 현재 퍼블릭 도메인에 속한 1913년 가톨릭 백과사전의 내용을 기초로 작성된 내용이 포함되어 있습니다.

## 추가 자료
- Barth, Karl. "Ritschl," in Protestant Theology from Rousseau to Ritschl. New York: Harper, 1959. Ch. XI, pp. 390–398.
- Garvie, Alfred E. The Ritschlian Theology Critical and Constructive: An Exposition and an Estimate. Edinburgh: T & T Clark, 1902.
- Jodock, Darrell, ed. Ritschl in Retrospect: History, Community, and Science (Augsburg Fortress Publishing, 1995)
- Mueller, David Livingstone. An introduction to the theology of Albrecht Ritschl (Westminster Press, 1969)
- Richmond, James. Ritschl, a reappraisal: a study in systematic theology (Collins, 1978)
- Ritschl, Otto. "Ritschl, Albrecht Benjamin," in New Schaff-Herzog Encyclopedia of Religious Knowledge, vol. X. New York: Funk and Wagnalls, 1911. pp. 43–46.
- Swing, Albert T. The Theology of Albrecht Ritschl. New York: Longmans, Green & Co., 1901.
- Zachhuber, Johannes. Theology As Science in Nineteenth Century Germany: From FC Baur to Ernst Troeltsch (Oxford University Press, 2013)